# عزم حقيقي (فلم 1969)
العزم الحقيقي (بالإنجليزية: True Grit) هو فيلم دراما تم إنتاجه في الولايات المتحدة وصدر في سنة 1969.

## طاقم التمثيل
- جون وين

### ترشيحات وجوائز
| السنة | الحدث | الفئة            | النتيجة |
| ----- | ----- | ---------------- | ------- |
|       |       | أوسكار أحسن ممثل | فوز     |

## الميزانية والإيرادات
حقق أرباحا تقدر بـ 31,132,592 دولار.

## وصلات خارجية
- عزم حقيقي على موقع IMDb (الإنجليزية)
- عزم حقيقي على موقع ميتاكريتيك (الإنجليزية)
- عزم حقيقي على موقع الموسوعة البريطانية (الإنجليزية)
- عزم حقيقي على موقع روتن توميتوز (الإنجليزية)
- عزم حقيقي على موقع نتفليكس (الإنجليزية)
- عزم حقيقي على موقع قاعدة بيانات الأفلام العربية
- عزم حقيقي على موقع ألو سيني (الفرنسية)
- عزم حقيقي على موقع Turner Classic Movies (الإنجليزية)
- عزم حقيقي على موقع أول موفي (الإنجليزية)
- عزم حقيقي على موقع بوكس أوفيس موجو (الإنجليزية)

1. 1 2 3 4 5  وصلة مرجع: http://www.allocine.fr/film/fichefilm_gen_cfilm=44032.html. الوصول: 10 يوليو 2016.
2. 1 2 3 4 5 6 7 8 9 10 11 12 13 14  وصلة مرجع: http://www.imdb.com/title/tt0065126/. الوصول: 10 يوليو 2016.
3. 1 2 3  وصلة مرجع: http://www.interfilmes.com/filme_12770_Bravura.Indomita-(True.Grit).html. الوصول: 10 يوليو 2016.
4. 1 2  وصلة مرجع: http://www.adorocinema.com/filmes/filme-44032/. الوصول: 10 يوليو 2016.
5. 1 2 3 4  وصلة مرجع: http://www.filmaffinity.com/es/film451812.html. الوصول: 10 يوليو 2016.
6. 1 2  وصلة مرجع: http://www.imdb.com/title/tt0065126/fullcredits. الوصول: 10 يوليو 2016.